# 국도 제101호선 (미국)

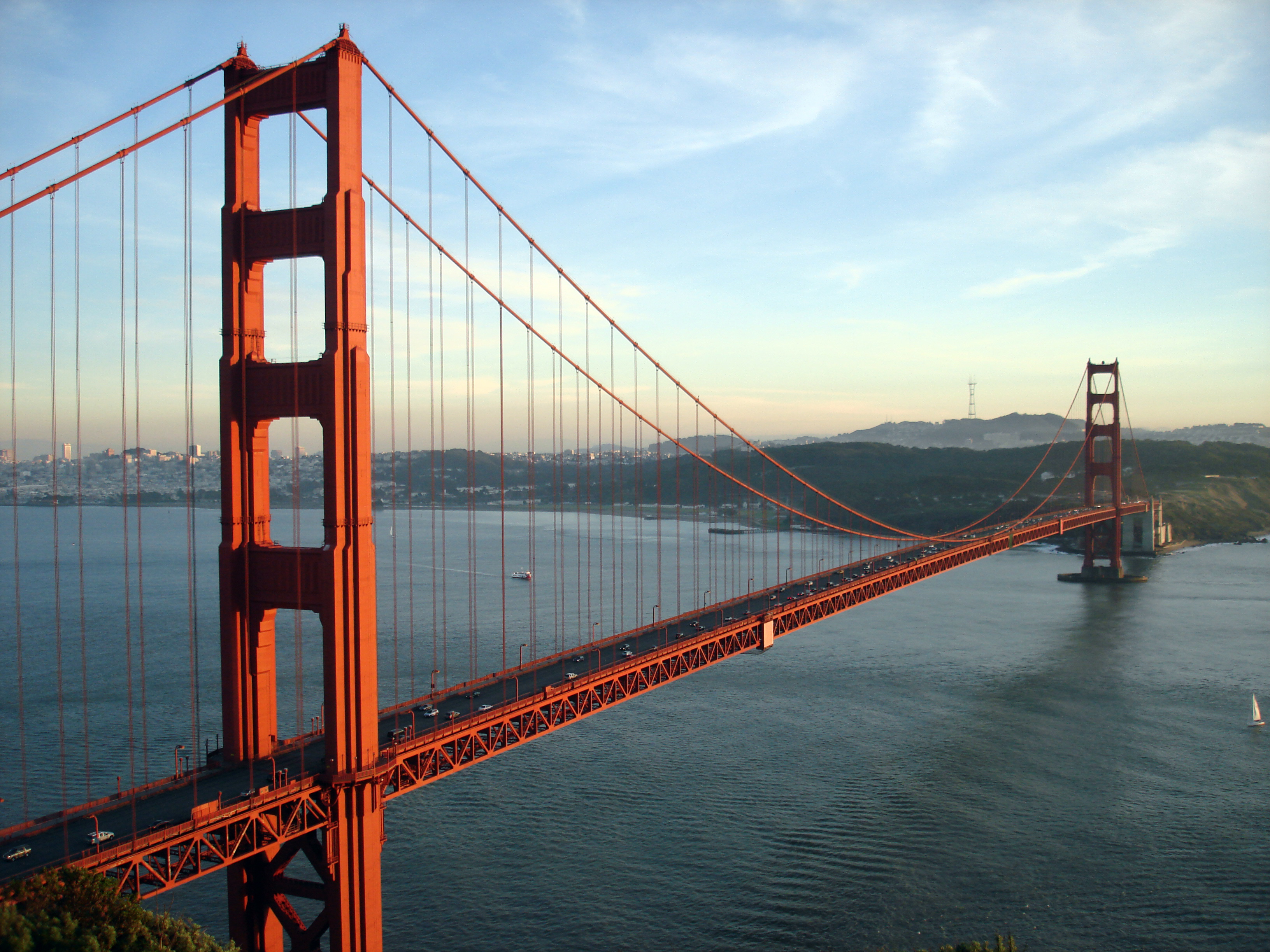
골든게이트 교는 샌프란시스코만을 이어주고 있는 교량으로 미국 101번 국도의 일원이기도 하다.

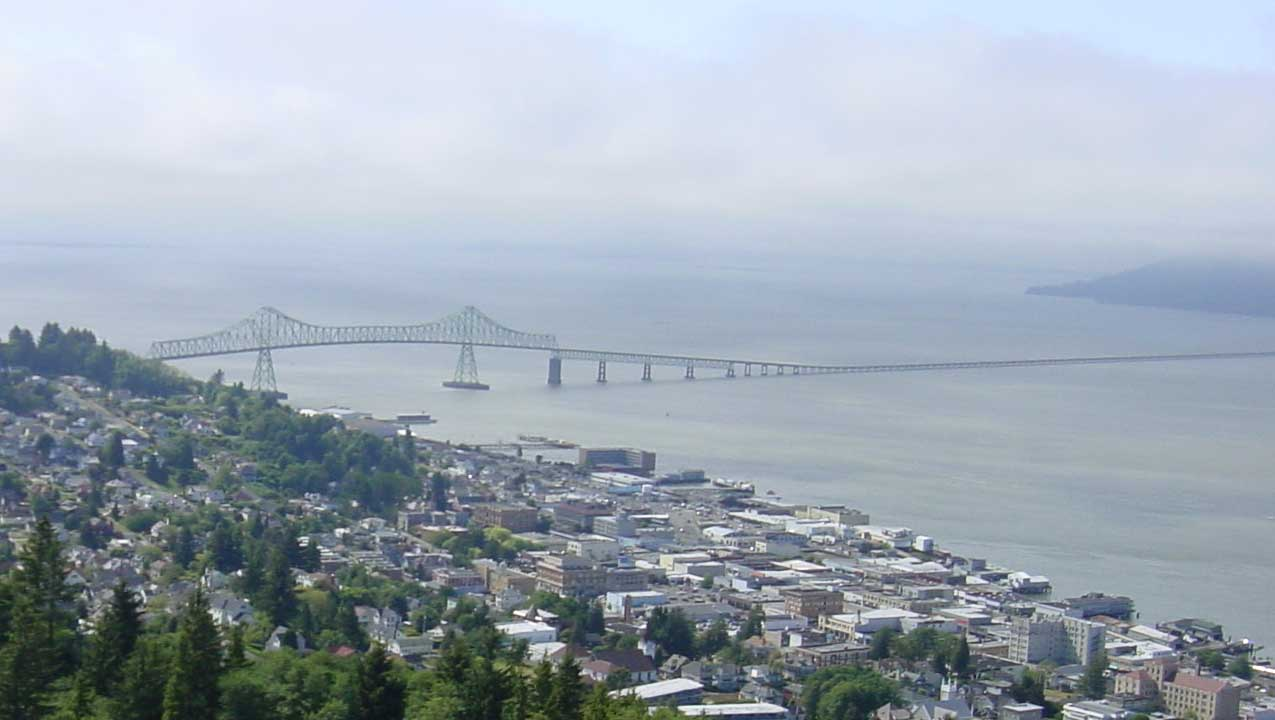
아스토리아-메글러 교는 US 101을 전용하는 교량으로, 컬럼비아강을 연선으로 이어준다.

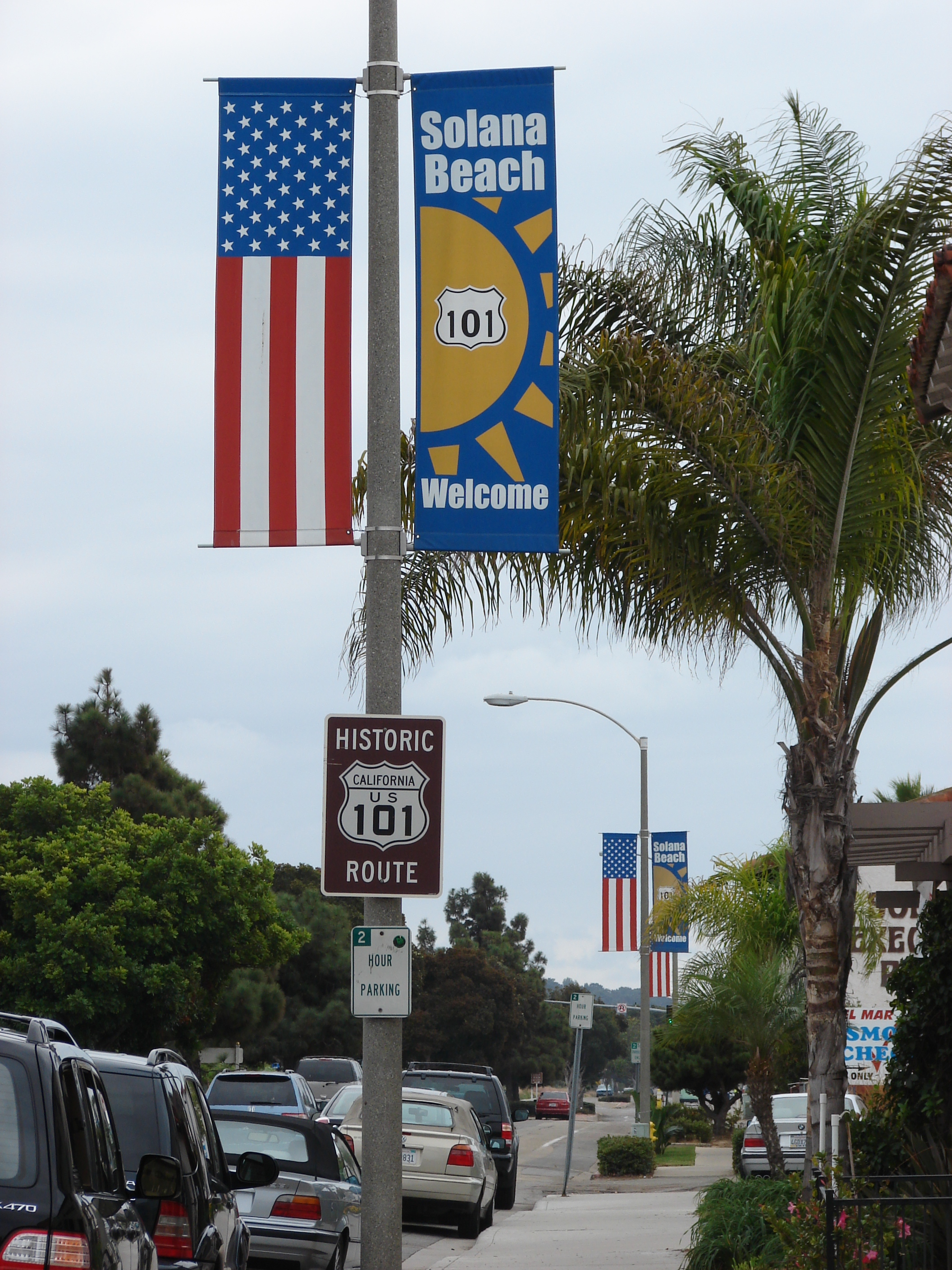
솔라나비치에 위치하고 있는 구 101번 국도의 흔적을 남긴 현판.

미국 101번 국도(U.S. Route 101)는 미국 로스앤젤레스와 워싱턴주 애버딘을 서로 연결시키는 미국의 일반 국도로, 캘리포니아주에 놓여 있는 도로 중에서 가장 긴 도로이다. 총 연장은 2,478 km인 것으로 드러나며, 미국 캘리포니아주 일원에서는 캘리포니아 주도 제1호선과도 직접 만나게 된다. 또한 미국-캐나다 국경선을 건널 경우 브리티시컬럼비아 101번 주도와도 바로 이어준다. 특이하게도 이 국도 노선은 태평양 연안이자 미국 본토 서부 지역을 종주하고 있는 일반 국도 노선이기도 하다. 주요 경유 도시로는 로스앤젤레스, 산호세, 샌프란시스코, 산라파엘, 크레센트시티, 뉴포트, 캐넌비치, 애스토리아, 애버딘 등을 주요 경유지로 삼고 있다. 종점은 원래 캐나다와 연결해야 하나, 올림픽반도를 통해 역U자로 되돌아가는 선형을 가지고 있기 때문에 어쩔 수 없이 돌아가야 하는 경로이기도 하며, 한국으로 따지자면 한국 39번 국도와 유사한 선형을 가지고 있기 때문이다. 번호 체계는 통상적으로 볼 때 90번대 번호를 원래 부여해야 할 도로 체계이기도 하나, 일부 폐지된 국도 노선들을 가진 번호가 중간에 있기 때문에 간선축 횡단 번호 체계의 순서를 뒷번호가 와야 하게 될 번호가 없기 때문에 동서축은 짝수 번호를, 남북축이 홀수 번호가 와야 하는 원칙이 있어, 이 원칙에 적합한 번호를 가진 국도 노선 번호 체계가 아예 없기 때문이다. 다만 캘리포니아주에는 이 국도와 주간고속도로 제5호선 등을 제외하면 캘리포니아주도 제1호선 등 캘리포니아주도 노선들과도 접촉하고 있는 것으로 보인다.

## 주요 경유지
- 캘리포니아주
  - 로스앤젤레스군 - 벤투라군 - 샌타바버라군 - 샌루이스오비스포군 - 몬터레이군 - 샌베니토군 - 샌타클래라군 - 샌마테오군 - 샌프란시스코 - 골든게이트 교 - 마린군 - 소노마군 - 멘도시노군 - 험볼트군 - 델노르트군
- 오리건주
  - 커리군 - 코어스군 - 더글러스군 - 레인군 - 링컨군 - 틸라무크군 - 클랫섭군 - 컬럼비아강 (워싱턴주 경계선)
- 워싱턴주[3]
  - 퍼시픽군 - 그레이스하버군 - 제퍼슨군 - 그레이스하버군 - 제퍼슨군 - 클랠럼군 - 제퍼슨군 - 메이슨군 - 서스턴군

## 접촉하고 있는 도로
주간고속도로
- 주간고속도로 제5호선[5]
- 주간고속도로 제10호선
- 주간고속도로 제110호선
- 주간고속도로 제405호선
- 주간고속도로 제280호선
- 주간고속도로 제680호선
- 주간고속도로 제880호선
- 주간고속도로 제380호선
- 주간고속도로 제280호선
- 주간고속도로 제80호선
- 주간고속도로 제580호선

국도
- 국도 제199호선
- 국도 제20호선
- 국도 제26호선
- 국도 제30호선
- 국도 제12호선

## 대체 도로
올림픽반도에서는 101번 국도가 U자형 굴곡 구간의 선형을 이루고 있기 때문에, 굴곡이 심하다. 이에 따라 워싱턴주에서는 올림피아에서 국도 제12호선을 이용한 뒤 몬테사노를 통해 워싱턴주도 제8호선을 거쳐서 오는 경로를 이용해야 101번 국도의 우회도로 역할을 할 수 있어, 올림피아와 몬테사노를 거쳐야 빨리 접근할 수 있다. 또한 로스앤젤레스에서 샌프란시스코까지는 이 도로보다는 주간고속도로 제5호선을 이용하는 것이 가장 빠른 경로이며, 자연 경관을 위주로 빠르게 가겠다면 캘리포니아주도 제1호선을 이용해야 하는 것이 제격이다.

## 같이 보기
- 브리티시컬럼비아주도 제101호선(영어판) - 해당 도로의 캐나다 연장 선상 구간
- 미국 101번 국도의 특별 도로